# جين رابي
جين رابي (بالإنجليزية: Jean Rabe)‏ (19 يونيو 1957)؛ صحفية وروائية أمريكية.